# 聖馬格達萊納峰

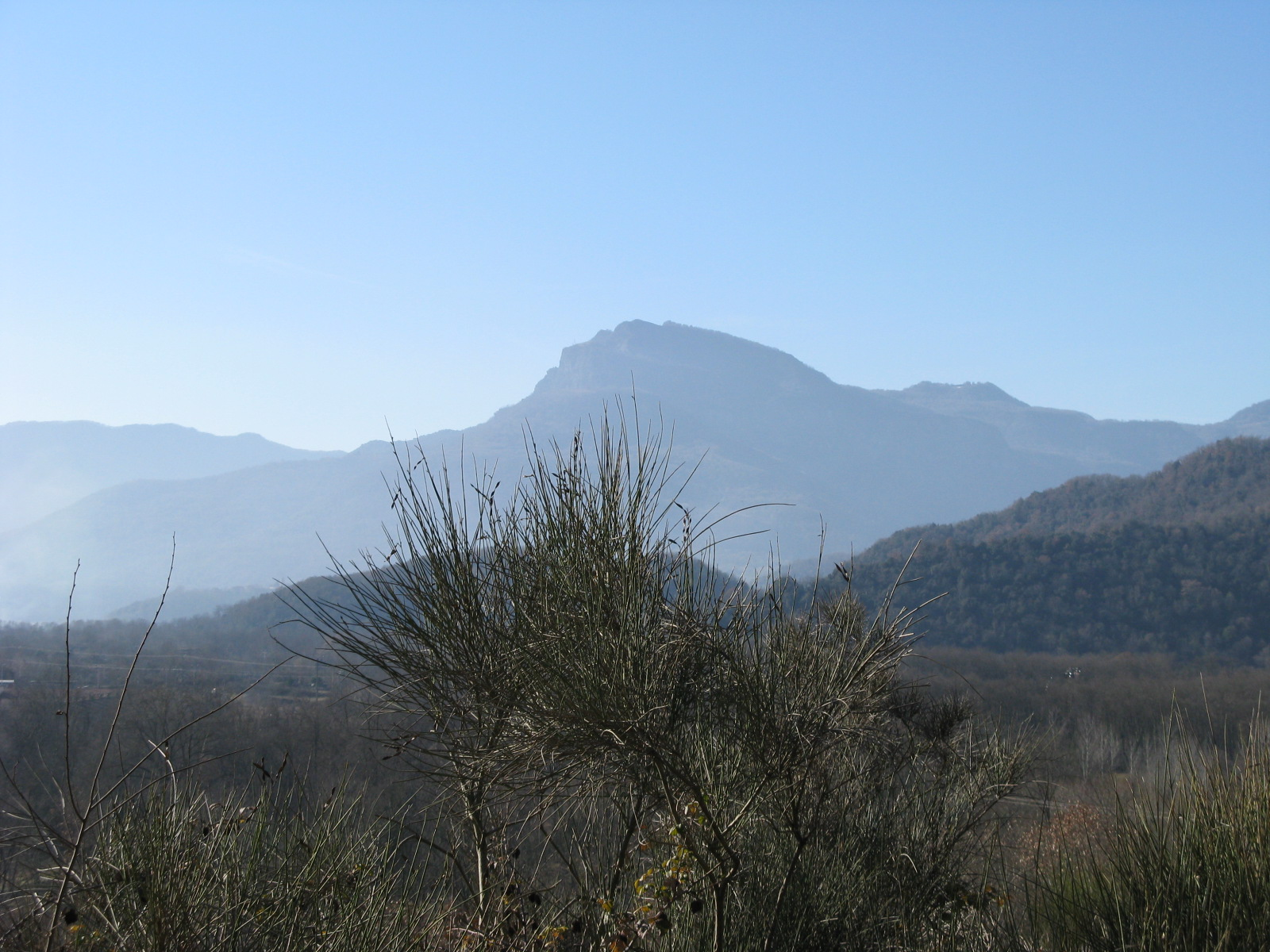

42°13′12.47″N 2°46′4.558″E / 42.2201306°N 2.76793278°E
聖馬格達萊納峰，是西班牙的山峰，位於該國東北部加泰羅尼亞的赫羅納省，處於邁阿德蒙特卡爾，屬於加泰羅尼亞橫斷山脈的一部分，海拔高度331米。